# Heteropogon capensis
Heteropogon capensis är en tvåvingeart som beskrevs av Lindner 1961. Heteropogon capensis ingår i släktet Heteropogon och familjen rovflugor. Inga underarter finns listade i Catalogue of Life.